# Kleiner Weißer See
Der Kleine Weiße See ist ein kleiner Rinnensee und gehört zusammen mit dem Großen Weißen See zu einer glazialen Rinne im Landkreis Mecklenburgische Seenplatte in Mecklenburg-Vorpommern. Er befindet sich 200 Meter südöstlich des Großen Weißen Sees, ungefähr 700 Meter westlich von Wesenberg.
Mit Ausnahme der nordwestlichen Begrenzung ist der See von dem Waldgebiet der Wesenberger Bürgerheide umgeben, in der sich östlich des Sees ein Kriegerdenkmal befindet. Am südwestlichen Ufer schließt sich der Hang des 78 Meter hohen Rodelbargs an, während nordwestlich des Sees der aufgeschüttete Bahndamm der Bahnstrecke Wittenberge–Strasburg verläuft.